# Шеклтон, Лен
Лен Шеклтон (англ. Len Shackleton, 3 мая 1922, Брэдфорд — 27 ноября 2000, Грейндж-овер-Сандс) — английский футболист, игравший на позиции нападающего. Игрок национальной сборной Англии. Включен в «Зал славы английского футбола», а также в список «100 легенд Футбольной лиги».

## Клубная карьера
Воспитанник юношеских клубов «Брэдфорд Скулз», «Кайпакс Юнайтед» и «Арсенал».
Во взрослом футболе дебютировал в 1939 году выступлениями за клуб «Брэдфорд Парк Авеню», в котором провел семь сезонов, приняв участие в 217 матчах чемпионата. Большинство времени, проведенного в составе «Брэдфорда», был основным игроком атакующей звена команды. В составе «Брэдфорда» был одним из главных бомбардиров, имея среднюю результативность на уровне 0,79 гола за игру.
Своей игрой привлек внимание представителей тренерского штаба клуба «Ньюкасл Юнайтед», к составу которого присоединился в 1946 году. Сыграл за команду из Ньюкасла следующие два сезона своей карьеры. Играя в составе «сорок», также в основном, выходил на поле в основном составе команды. В новом клубе был среди лучших голеодоров, отличаясь забитым голом в среднем по меньшей мере в каждой третьей игре чемпионата.
В 1948 году перешёл в «Сандерленд», за который отыграл 9 сезонов. Тренерским штабом клуба также рассматривался как игрок «основы». Завершил профессиональную карьеру футболиста выступлениями за «Сандерленд» в 1957 году.

## Выступления за сборную
В 1948 году дебютировал в официальных матчах в составе национальной сборной Англии. В течение карьеры в национальной команде, которая длилась 7 лет, провел в форме главной команды страны лишь 5 матчей, забив 1 гол.